# Вернача (вино)

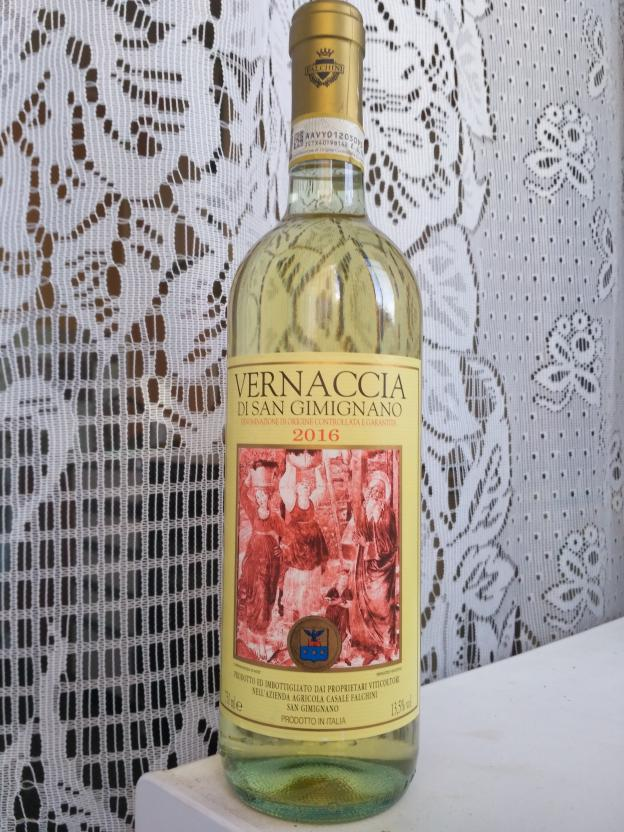
Пляшка Vernaccia di San Gimignano

Вернача ді Сан-Джиміньяно (італ. Vernaccia di San Gimignano) — італійське сухе біле вино, виробляється у однойменній виноробній зоні навколо муніципалітету Сан-Джиміньяно регіону Тоскана. Виробляється з сорту винограду вернача та вважається одним з кращих білих вин Тоскани. Має найвищу категорію якості — Denominazione di Origine Controllata e Garantita (DOCG), яку виноробна зона отримала у 1993 році. До цього з 1966 року мала категорію DOC.

## Історія
Сорт винограду Вернача відомий вже кілька століть. Документально підтверджено виробництво вина з нього з 1276 року, коли був введений податок у 3 сольді на продаж вина за межами комуни. У другій половині XV сторіччя вино регулярно відправляли до Флоренції на замовлення Лоренцо Медічі. Згадується у «Божественній комедії» Данте Аліг'єрі під час опису гріху обжерливості.

## Виноробна зона
Виноробна зона відноситься тільки до муніципалітету Сан-Джиміньяно та знаходиться у північно-західній частині провінції Сієни, приблизно посередині між Тосканським узбережжям та Апенінами. У 2013 році до реєстру входило 725 гектарів виноградників. На пагорбах, де вирощуються виноградники переважають вапняково-глинисті або піщані ґрунти.  Виноград росте на висоті від 70 до 500 м. Клімат помірний, влітку посушливий, взимку прохолодний.

## Опис
Назва «Vernaccia» застосовується до кількох різновидів вин, виготовлених з різних італійських сортів винограду, наприклад, винограду з Сардинії, що використовується для виготовлення «італ. Vernaccia di Oristano», та винограду з регіону Марке, що використовується у червоному вині «італ. Vernaccia di Serrapetrona». Ампелографи встановили, що сорт, вирощений у Сан-Джіміньяно, більш давній за походженням і відрізняється від інших  і, ймовірно, не пов'язаний з ними.
Вино італ. Vernaccia di San Gimignano повинно складатись не менш ніж на 85 % з однойменного сорту винограду. Вино світло-солом'яного кольору, з зеленкуватими відблисками. Аромат складний — вирізняються цитрусові, білі фрукти, мигдаль на медовому фоні. Смак фруктовий, з гарною кислотністю та відчутною мінеральною складовою.